# Trachoom
Trachoom is een ontsteking van het bindvlies van het oog door Chlamydia trachomatis. De ziekte komt veelvuldig voor in arme delen van de wereld en hangt samen met een gebrekkige hygiëne (geen toegang tot leidingwater en zeep).
Het gevolg van de ontsteking is littekenvorming van het slijmvlies waardoor het ooglid naar binnen wordt getrokken: entropion. De oogharen strijken als gevolg daarvan over het hoornvlies van het oog waardoor ook daar beschadigingen, ontstekingen en uiteindelijk littekenweefsel ontstaat met blindheid als gevolg.
Behandeling van de aandoening is chirurgische correctie van het ooglid, voordat het hoornvlies wordt beschadigd. Preventie bestaat uit het toepassen van goede hygiëne.

## Voorkomen
Bij de toelating van immigranten tot Amerika was trachoom een van de gevreesde aandoeningen, op grond waarvan toelating werd geweigerd en deportatie naar het land van herkomst onvermijdelijk was. In de eerste helft van de 20e eeuw kwam de ziekte nog epidemisch voor in Europese dichtbevolkte stadswijken.
In 2018 was Ghana het eerste Afrikaanse land dat vrij werd verklaard van trachoom. Dit was het resultaat van een programma dat in 2009 startte met voorlichting, sanitaire voorzieningen en verstrekking van antibiotica.